# Mistrzostwa Oceanii w Zapasach 2001
Mistrzostwa Oceanii w zapasach w 2001, odbywały się w dniach 12 - 14 kwietnia w Tumon w okręgu Tamuning na Guamie. W tabeli medalowej tryumfowali zapaśnicy z Nowej Zelandii.

## Wyniki

### Styl klasyczny
| Konkurencja         | Złoto               | Srebro           | Brąz              |
| Kategoria do 54 kg  | Daniel Hughes       | Sirael McMillan  | Darrel Gose       |
| Kategoria do 58 kg  | Pere Rodgers        | Eric Santos      | ----              |
| Kategoria do 63 kg  | Graeme Hawkins      | Eugene Sunega    | Shawn Peneflorida |
| Kategoria do 69 kg  | Murray Shore        | Andrew Wong Pown | Josh Guerrero     |
| Kategoria do 76 kg  | Alexander Gutierrez | Lawrence Uwelur  | Lance Martinez    |
| Kategoria do 85 kg  | Nick Daly           | Ryan Maratita    | Clint Rosario     |
| Kategoria do 97 kg  | Joe Santos          | John Tarkong     | Jeffrey Cobb      |
| Kategoria do 130 kg | Nicolas Liulamaga   | John Limtiaco    | ----              |

### Styl wolny
| Konkurencja         | Złoto               | Srebro            | Brąz            |
| Kategoria do 54 kg  | Martin Liddle       | Sirael McMillan   | Darrel Gose     |
| Kategoria do 58 kg  | Graeme Hawkins      | Eric Santos       | Mengloi Shelton |
| Kategoria do 63 kg  | Pere Rodgers        | Shawn Peneflorida | BJ Gose         |
| Kategoria do 69 kg  | Murray Shore        | Andrew Wong Pown  | Shwan Tajalle   |
| Kategoria do 76 kg  | Alexander Gutierrez | Lawrence Uwelur   | Mike Colfax     |
| Kategoria do 85 kg  | Nick Daly           | Clint Rosario     | Ryan Maratita   |
| Kategoria do 97 kg  | Jeffrey Cobb        | Gene Tennesen     | ----            |
| Kategoria do 130 kg | Nicolas Liulamaga   | John Limtiaco     | ----            |

### Styl wolny - kobiety
Maria Dunn z Guam w kategorii 56 kg była jedyną zgłoszoną zawodniczką w swojej kategorii i nie została uwzględniona w tabeli jako złota medalistka.

## Tabela medalowa
Gospodarz mistrzostw został zaznaczony kolorem.
| Poz. | Państwo            |    |    |    | Łącznie |
| ---- | ------------------ | -- | -- | -- | ------- |
| 1    | Nowa Zelandia      | 10 | 4  | 0  | 14      |
| 2    | Guam               | 4  | 9  | 11 | 24      |
| 3    | Samoa Amerykańskie | 2  | 0  | 0  | 2       |
| 4    | Mikronezja         | 0  | 2  | 0  | 2       |
| 5    | Palau              | 0  | 1  | 1  | 2       |
|      | Łącznie            | 16 | 16 | 12 | 44      |